# Yasbuk
Yasbuk  (Ishbak) fou un efímer estat arameu tribal de situació exacta desconeguda al nord de Síria. S'hauria format a la primera meitat del segle ix aC i només va durar uns anys. La tribu seria descendent d'un fill d'Abraham.
Vers el 859 aC Assíria va atacar Bit Adini on regnava Akhuni; des de Bit Adini el rei Salmanassar III va passar al país de Gurgum (o Gamgum), al nord de Bit Adini, on regnava Matalla, que va pagar tribut; després va passar al regne de Samal (Sam'al) on regnava Khanu o Kha'anu, que era aliat de Sapulumi de Patin, d'Akhuni de Bit Adini i de Sangara de Khati o Karkemish; el rei Khanu fou derrotat al naixement del riu Salvar, al peu de les muntanyes Amanus; després els assiris van travessar l'Orontes i van ocupar la fortalesa d'Alizir, que pertanyia a Sapulumi de Khattim (Khattina o Patin), que va fugir i va atreure a l'aliança contra assíria al rei de Kui o Kati (potser el regne de Que, el nom del rei no està indicat), és a dir la plana cilícia, al rei Pikhiris de Khilikka (Cilícia), o sigui la part muntanyosa, i al rei Bur Anati (But Anat) de Yasbuk, però els aliats foren derrotats per Salmanassar III i en la batalla el príncep Bur Anati va caure presoner; 25000 soldats de la coalició van morir, i el territori de la costa del golf d'Issos (Alexandretta) incloent diverses ciutats (Jazaz, Nulia i Butanu) fou assolat. Khilikku i Que van esdevenir tributaris i haurien pagat durant més o menys un segle però a mitjan segle següent eren independents.